# Abisara kivuensis
Abisara kivuensis är en fjärilsart som beskrevs av Riley 1932. Abisara kivuensis ingår i släktet Abisara och familjen Riodinidae. Inga underarter finns listade i Catalogue of Life.